# باول فيشر (لاعب كريكت)
باول فيشر (19 مايو 1977 بليستر في المملكة المتحدة - ) (بالإنجليزية: Paul Fisher)‏ هو لاعب كريكت بريطاني. لعب مع Leicestershire Cricket Board ‏.

## وصلات خارجية
- باول فيشر (لاعب كريكت) على موقع إي آس بي آن كريك إنفو (الإنجليزية)